# Dola Ben-Yehuda Wittmann
Pour les articles homonymes, voir Wittmann.
Dola Ben-Yehuda Wittmann (12 juillet 1902 – 18 novembre 2004) est la fille d’Éliézer Ben-Yehoudah qui a été à l’origine du renouveau de la langue hébraïque à l’époque moderne.

## Biographie
Avec ses frères et sœurs Dola est parmi les premiers locuteurs natifs de l’hébreu moderne. C’est son frère, Itamar Ben-Avi, qui est le premier à parler l’hébreu comme langue maternelle. En 1921, elle épouse Max Wittmann, un Allemand, qui devient en Palestine le premier militant non-juif de la langue à avoir fondé une famille exclusivement hébréophone. Au moment de sa mort, elle était dans le monde la plus ancienne locutrice native de l’hébreu moderne. Dola et son mari sont enterrés tous les deux dans le cimetière international de l’Alliance Church, dans le quartier de la colonie allemande de Jérusalem.

## Importance dans l’apprentissage des langues
Les parents de Dola ont été les premiers à avoir élevé une famille dans un environnement strictement unilingue en utilisant uniquement l’hébreu moderne comme langue de tous les jours, produisant ainsi les premiers locuteurs natifs de la langue. Alors qu’il est courant pour les linguistes modernes de pouvoir approcher les derniers locuteurs natifs de langues en voie de disparition, le contraire est assez exceptionnel. L’hébreu moderne est la seule langue connue pour avoir permis d’approcher les premiers locuteurs natifs d’une langue « nouvelle » en train de naitre, ce qui confirme l’affirmation d’Éliézer Ben-Yéhouda selon laquelle il serait possible de ressusciter comme langue maternelle profane une langue à la fois « morte » et « sacrée » comme l’hébreu sans qu’intervienne la religion et malgré l’opposition de la communauté religieuse. Dola a survécu de 60 ans à son frère aîné et est entrée dans un millénaire où l’hébreu moderne compte sept millions de locuteurs, dont trois millions de locuteurs natifs ainsi que de nombreux non-juifs. 